# توماش ماک‌کویچ
توماش ماک‌کویچ (لهستانی: Tomasz Mackiewicz؛ ۱۳ ژانویهٔ ۱۹۷۵ – ۲۶ ژانویه ۲۰۱۸) کوهنورد مرتفع‌نورد اهل لهستان بود. او در سن ۴۳ سالگی و پس از ۷ بار تلاش ناموفق، پس از اینکه موفق به فتح قله نانگا پاربات شد در هنگام بازگشت دچار برف کوری شده و سپس مشکلات تنفسی در ارتفاع ۷۰۰۰ متری درگذشت. 